# One Day/Reckoning Song
Reckoning Song è un singolo del gruppo musicale israeliano Asaf Avidan and the Mojos, pubblicato nel 2008 come primo estratto dal primo album in studio The Reckoning.
Nel 2012 il brano è stato remixato dal dj tedesco Wankelmut (Jacob Dilßner). Il 13 febbraio 2013 Asaf Avidan propone al Festival di Sanremo una versione unplugged della canzone.

## One Day/Reckoning Song (Wankelmut Rmx)
La versione remixata del brano intitolata One Day/Reckoning Song (Wankelmut Rmx) prodotta dal DJ tedesco Wankelmut, Avidan e Ori Winokur, è divenuto un grande successo in molte classifiche europee, al primo posto in Austria, Belgio, Svizzera, Paesi Bassi, Germania e Italia. Il brano è stato pubblicato dall'etichetta FourMusic e distribuito in Europa dalla Sony.

### Video musicale
Per l'uscita del singolo il 22 giugno 2012 è stato realizzato un videoclip. Il video è diretto da Daniel Franke e Sander Houtkruijer e con la performance di Voin de Voin e Stephanie Ballantine, nonché Blagoy Veogalb. Vi sono due versioni del video di cui una definita "Day Version" poiché è ambientata totalmente di giorno.

### Tracce
Promo - Digital FourMusic
1. One Day / Reckoning Song (Wankelmut Rmx) – 3:30

CD-Single Four Columbia
1. One Day / Reckoning Song (Wankelmut Rmx) – 3:30
2. One Day / Reckoning Song (Wankelmut Rmx) (Club Mix) – 7:16

CD-Single Sony
1. Rita Ora – How We Do (Party) (Biggie Remix) – 4:07
2. Asaf Avidan – One Day / Reckoning Song (Wankelmut Instrumental) – 4:54
3. Asaf Avidan – One Day / Reckoning Song (Less Vocal Radio Edit) – 3:27
4. Asaf Avidan – One Day / Reckoning Song (Wankelmut In Dub Mix) – 4:52

### Classifiche e certificazioni

#### Classifiche settimanali
| Classifica (2012)                                       | Migliore posizione |
| ------------------------------------------------------- | ------------------ |
| Austria (Ö3 Austria Top 40)                             | 1                  |
| Belgio (Fiandre Ultratop 50)                            | 1                  |
| Belgio (Wallonia Ultratop 40)                           | 1                  |
| Danimarca (Track Top-40)                                | 2                  |
| Francia (Syndicat national de l'édition phonographique) | 4                  |
| Germania (Media Control AG)                             | 1                  |
| Italia (FIMI)                                           | 1                  |
| Lussemburgo                                             | 1                  |
| Paesi Bassi (Dutch Top 40)                              | 1                  |
| Regno Unito (Official Charts Company)                   | 58                 |
| Rep. Ceca (IFPI)                                        | 7                  |
| Svezia (Sverigetopplistan)                              | 12                 |
| Svizzera (Schweizer Hitparade)                          | 1                  |
| Ungheria (Dance Top 40)                                 | 12                 |

#### Classifiche di fine anno
| Classifica (2012) | Posizione |
| ----------------- | --------- |
| Belgio Fiandre    | 5         |
| Belgio Vallonia   | 4         |
| Italia            | 9         |
| Paesi Bassi       | 9         |
| Classifica (2013) | Posizione |
| Italia            | 37        |

### Date di pubblicazione
| Nazioni       | Date           | Formati          | Etichetta        |
| ------------- | -------------- | ---------------- | ---------------- |
| Australia     | 4 giugno 2012  | digital download | Columbia Records |
| Austria       | 4 giugno 2012  | digital download | Columbia Records |
| Francia       | 4 giugno 2012  | digital download | Columbia Records |
| Germania      | 4 giugno 2012  | digital download | Columbia Records |
| Italia        | 4 giugno 2012  | digital download | Columbia Records |
| Lussemburgo   | 4 giugno 2012  | digital download | Columbia Records |
| Nuova Zelanda | 4 giugno 2012  | digital download | Columbia Records |
| Svizzera      | 4 giugno 2012  | digital download | Columbia Records |
| Belgio        | 29 giugno 2012 | digital download | Four Music       |
| Canada        | 29 giugno 2012 | digital download | Four Music       |
| Danimarca     | 29 giugno 2012 | digital download | Columbia Records |
| Stati Uniti   | 21 agosto 2012 | digital download | Columbia Records |
| Irlanda       | 5 ottobre 2012 | digital download | Four Music       |
| Regno Unito   | 5 ottobre 2012 | digital download | Four Music       |